# Нормировочный множитель
Нормиро́вочный мно́житель — фактор, на который домножается математическое выражение, чтобы после этого какой-либо значимый параметр оказался равным 1 (или другой заранее определённой величине). Подбор нормировочного множителя называется нормированием (нормировкой).
Чаще всего имеется в виду ситуация, когда на нормировочный фактор домножаются неотрицательная функция или все члены числового ряда, чтобы интеграл от функции по области определения или сумма членов ряда равнялись единице. Тогда фактор представляет собой положительное число или алгебраическое выражение, не зависящее от аргументов функции. Подобная нормировочная процедура применяется в теории вероятностей и в различных областях физики (статфизике, квантовой механике, теории спектров и других). После нормировки функция может рассматриваться как плотность распределения, а ряд как ряд распределения.
Однако понятия «нормировочный множитель», «нормировка» используются и в иных, не связанных со статистикой ситуациях. Целью нормировки при этом может быть приведение данных в каком-то аспекте к более удобному виду.

## Нормировочный множитель в статистике
Задачи, прямо или косвенно относящиеся к статистике, составляют основную сферу применения нормировочных множителей. Общий смысл состоит в наложении требования равенства суммарной вероятности всех возможных событий единице.

### Процедура нормировки
Если {\displaystyle \phi (x)} — неотрицательная функция, определённая на интервале {\displaystyle x_{1}\ldots x_{2}}, то нормировочный множитель {\displaystyle A} составляет
{\displaystyle A=\left[\int _{x_{1}}^{x_{2}}\phi (x)\,dx\right]^{-1}},
при этом функция {\displaystyle f(x)=A\cdot \phi (x)} будет нормированной. Аналогично выполняется нормировка в многомерном случае.
Если {\displaystyle p(x_{n})} ({\displaystyle n=1,\,\,2,\ldots }) — члены неотрицательного числового ряда, нормировочный множитель {\displaystyle A} находится как
{\displaystyle A=\left[\sum \limits _{n}p(x_{n})\right]^{-1}},
при этом последовательность {\displaystyle P(x_{n})=A\cdot p(x_{n})} будет иметь смысл ряда распределения, то есть перечня вероятностей реализации дискретного значения {\displaystyle x_{n}}.

### Потребность в нормировке
Наиболее значимые и часто встречающиеся распределения, как правило, записываются уже с нормировкой, то есть никаких дополнительных процедур не требуется. Например, нормальное распределение величины {\displaystyle x} (со среднеквадратичным отклонением {\displaystyle \sigma }) имеет аналитический вид
{\displaystyle f(x)=A\cdot \exp \left(-{\frac {x^{2}}{2\sigma ^{2}}}\right)={\frac {1}{{\sqrt {2\pi }}\sigma }}\cdot \exp \left(-{\frac {x^{2}}{2\sigma ^{2}}}\right)},
Здесь предполагается область определения {\displaystyle -\infty \ldots +\infty } и условие {\displaystyle \int _{-\infty }^{+\infty }f(x)\,dx=1} выполнено.
Однако в менее распространённых ситуациях подбор нормировочного множителя может потребоваться. Скажем, иногда нужно сузить область определения {\displaystyle x} (допустим, в примере выше рассмотреть область не {\displaystyle -\infty \ldots +\infty }, а {\displaystyle -\infty \ldots 0}; тогда станет {\displaystyle A=2/{\sqrt {2\pi }}\sigma }). Нередко распределение задаётся «с точностью до постоянного множителя», то есть в виде «{\displaystyle \phi (x)\sim } [выражение]» и подразумевается, что этот постоянный множитель будет найден нормировкой.

### Примеры из области физики
Пример 1. Распределение Максвелла для модулей скоростей молекул идеального газа имеет вид {\displaystyle \phi (v)\sim v^{2}\cdot \exp(-mv^{2}/2kT)} ({\displaystyle k} - постоянная Больцмана, {\displaystyle T} - температура, {\displaystyle m} - масса одной молекулы). Для обеспечения нормировки {\displaystyle 1=\int _{0}^{+\infty }f(v)dv=\int _{0}^{+\infty }A\phi (v)dv} нормировочный фактор {\displaystyle A} должен равняться {\displaystyle 4\pi (m/2\pi kT)^{3/2}}.
Пример 2. Состояние частицы в квантовой механике задаётся волновой функцией {\displaystyle \psi (x,\,y,\,z)}. Квадрат модуля этой функции имеет смысл плотности вероятности обнаружить частицу в точке ({\displaystyle x}, {\displaystyle y}, {\displaystyle z}). При этом должно выполняться соотношение {\displaystyle \iiint |\psi (x,\,y,\,z)|^{2}dxdydz=1}, где интегрирование проводится по всему объёму, в котором может находиться частица.
Пример 3. Непрерывный электромагнитный или акустический спектр может быть задан в виде некоей функции {\displaystyle I\cdot g(\nu )} (размерность Вт/м2/Гц), {\displaystyle \nu } - частота, {\displaystyle I} - полная интенсивность в Вт/м2. В таком случае {\displaystyle g(\nu )} играет роль плотности распределения частот в спектре и должно выполняться равенство {\displaystyle \int _{0}^{+\infty }g(\nu )d\nu =1}. Если спектр дискретный, то он может задаваться набором пар частота-интенсивность ({\displaystyle \nu _{n}}, {\displaystyle I_{n}}). При этом {\displaystyle \sum _{n}I_{n}=I}, а ряд распределения частот будет состоять из членов {\displaystyle P(\nu _{n})=I_{n}/I}, где {\displaystyle \sum _{n}P(\nu _{n})=1}.

## Нормировочные факторы вне статистики
Нормировочные множители также используются, когда желательно добиться того, чтобы какая-то величина (не обязательно имеющая смысл полной вероятности) оказалась равной единице.
- Если нужно задать направление, часто удобнее это сделать именно единичным по модулю вектором, то есть, скажем, использовать не {\displaystyle {\vec {p}}=p_{x}{\vec {e}}_{x}+p_{x}{\vec {e}}_{y}} ({\displaystyle {\vec {e}}_{x}}, {\displaystyle {\vec {e}}_{y}} — орты на плоскости), а  {\displaystyle {\vec {e}}=A\cdot p_{x}{\vec {e}}_{x}+A\cdot p_{x}{\vec {e}}_{y}}, где {\displaystyle A=(p_{x}^{2}+p_{y}^{2})^{-1/2}} — нормировочный фактор.

- При построении графиков, допустим {\displaystyle y(x)}, если важна только форма кривой, иногда нормируют величины на максимальное значение {\displaystyle y_{max}}, а именно домножают значения по ординате на нормировочный фактор {\displaystyle y_{max}^{-1}}; тогда наибольшее значение по вертикали будет 1. Также практикуется переход к относительным единицам (по одной или обеим осям) путём домножения на некую характерную величину, скажем {\displaystyle x_{0}^{-1}}; такое действие тоже может называться нормировкой, при этом единица (по оси {\displaystyle x/x_{0}}) отвечает характерному значению.

- Нормировка {\displaystyle \int |\psi |^{2}dV=1} (и, соответственно, подбор нормировочного множителя) могут потребоваться не только для вышеупомянутого физического случая волновой функции, но и для собственных функций в более широком классе задач[3].

- Существует понятие «нормальное уравнение прямой»[4]. Более привычное её уравнение {\displaystyle Ax+By+C=0} ({\displaystyle A}, {\displaystyle B}, {\displaystyle C} — константы) приводится к нормальному посредством домножения на нормировочный множитель {\displaystyle \pm (A^{2}+B^{2})^{-1/2}}, где знак противоположен знаку {\displaystyle C}. После домножения сумма квадратов чисел перед {\displaystyle x} и {\displaystyle y} станет единичной. Аналогичная ситуация имеет место с «нормальным уравнением плоскости».